# سرود کریسمس (فیلم ۲۰۰۶)
«سرود کریسمس» (انگلیسی: A Christmas Carol (2006 film))، فیلمی در ژانر انیمیشن است که در سال ۲۰۰۶ منتشر شد.

## خلاصهٔ داستان
در شب کریسمس مرد ثروتمند اما خسیس و بدجنسی به نام اسکروج، روح شریک سابق خود مارلی را ملاقات می کند و این دیدار سرآغاز تغییرات شخصیتی اسکروج می شود.